# داستان‌های سیمز رانده‌شده
داستان سیمز رانده شده (به انگلیسی: The Sims Castaway Stories) یک بازی ویدئویی منتشر شده توسط شرکت ای‌ای گیمز است. این بازی در تاریخ ۲۹ ژانویه ۲۰۰۸ عرضه شده و سازنده آن الکترونیک آرتس است.